# Мікрооксидація
Мікрооксидація — контрольоване насичення червоного вина малими дозами кисню у процесі виробництва. Цей метод був вперше застосований у 1990 році у Мадірані виноробом Патріком Дюкурно при виробництві вин з сорту Танна, яким властиві дуже жорсткі таніни. Запропонована для пом'якшення саме цих танінів, методика стає все більш вживаною у процесі вініфікації таких сортів як Каберне Совіньйон, Темпранійо та інших товстошкірих червоних сортів.
Технологічно мікрооксидація здійснюється шляхом нагнітання кисневої газової суміші через пористий аератор у резервуар з вином на різних стадіях процесу вініфікації:
- на перших стадіях ферментації контрольований доступ кисню дозволяє уникнути спонтанної зупинки бродіння
- у процесі ферментації кисень також підтримує життєздатність дріжджів
- після закінчення бродіння мікрооксидація імітує традиційний процес витримки у дубових діжах, навіть якщо вино залишається у сталевих ферментаційних резервуарах.

Позитивний вплив мікрооксидації на якість вина полягає в:
- фіксації кольору
- запобіганні виникнення небажаних сторонніх запахів
- пом'якшенні танінів
- загальному поліпшенні органолептичних якостей вина

Слід зазначити, що позитивний аспект мікрооскидації полягає саме у контрольованості та у малій кількості кисню. Зазвичай кисень є небажаним у виробництві вина, оскільки сприяє занадто швидкому старінню напою, а у великих кількостях призводить до утворення оцту замість етанолу у процесі ферментації.